# Sol-fa
『Sol-fa』（日本版：ソルファ、美國版：Sol-fa）是ASIAN KUNG-FU GENERATION的第2張專輯。2004年10月20日由Ki/oon Records發行。初回限定版附送封套及貼紙。另外，黑膠唱片也以初回限定版的形式同時發行。2005年10月18日由美國的TOFU RECORDS發行。美國版附送DVD。

## 概要
專輯的名稱是源於後藤在字典中發現的英文單字sol-fa（do-re-mi-fa 音階的意思）。這張作品的製作和錄音都在巡演期間的空檔時間進行的。專輯以「聯繫」、「回顧街道」為主題。也是樂團首次在Oricon榜中獲得第1名的作品。（在首次上榜達成）

## 收錄曲（日本版・美國版相同）
1. 振動覺（振動感覺）
  - 歌詞一部分是後藤對敬愛的綠洲樂隊（Oasis）之尊敬。
2. 重寫
  - 每日放送・TBS電視台卡通『鋼之鍊金術師』第4期片頭曲
  - 日研總業株式會社 CM（廣告歌）
3. 到你的城市
  - 前奏琶音令人印象深刻的歌曲
4. （My world）
5. （夜的彼岸）
6. （Last Scene）
  - 從第1首歌開始至Re:Re：為止，以沿著國家公路為主題，歌曲有些部份能夠跟全體連成一個故事。
7. 警笛
  - AX POWER PLAY 055
  - 由單曲「警笛」（サイレン）和同碟結合而成的形態。現今可以用Mash up來形容。
  - Live裡面「未來的碎片」中最後的琶音中，和這首曲的前奏交替著。
8. Re:Re: 
  - 在Live中，前奏的部份被改編，演奏時間變得較長，Feedback File收錄了Live的版本。
  - Live裡的必選曲。Live之中有時會在副歌前省略一些歌詞。
9. 24時（24點，即0時）
  - 後藤說這首歌意外地有很多Fans。
  - 是AKG作品中罕有前奏部份很短的歌曲。
10. （深夜與正午的夢）
11. （濱海公路）
  - 在AKG的樂曲當中節拍最慢的一首曲。
  - 有時在Band的Live之中會用上管弦樂演奏。
  - 在神奈川縣橫濱市有實際同名的道路名稱存在。
12. Loop&Loop
  - 鈴木股份有限公司・CM
  - 讀賣電視台片尾曲

作詞：後藤正文（#1～6,9～12）、後藤正文／山田貴洋（#7,8）
作曲：後藤正文（#1～6,9～12）、後藤正文／山田貴洋（#7,8）

## 美國版附贈的DVD
收錄
1. Far and Away [Live] （遙遠的彼方）
2. Resonance [Live] （振動感覺）

## 黑膠唱片（アナログ盤）中收錄曲
- SIDE A
  - 1.～6.
- SIDE B
  - 7.～12.